# Parque natural del Valle del Guadiana
El Parque Natural del Valle del Guadiana (oficialmente en portugués Parque Natural do Vale do Guadiana, PNVG) es un área protegida, localizada en el sudeste del territorio portugués, en la región del Bajo Alentejo.
El parque se extiende por los municipios de Mértola y Serpa, localizados en el  distrito de Beja, ocupando la zona ribereña del río Guadiana, así como la Villa de Mértola, localidad de gran interés histórico.
En la zona norte del parque se sitúa uno de sus principales atractivos, el Pulo do Lobo (Salto del Lobo), zona de gran interés geológico donde las aguas del Guadiana caen desde cerca de 20 metros de altura a través de una garganta rocosa.

## Geología y geomorfología

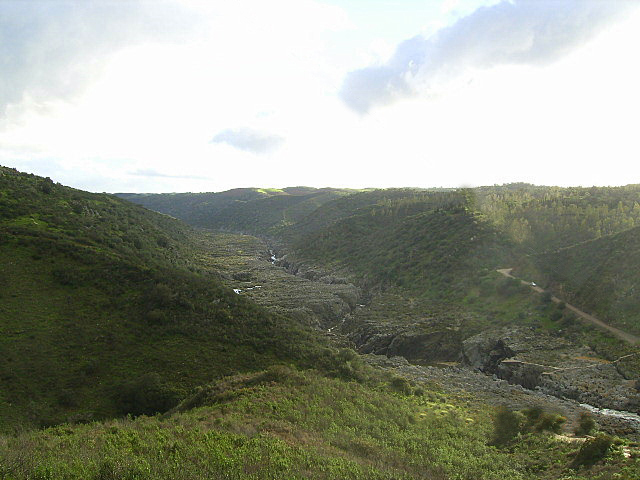
Pulo do Lobo (Salto del Lobo).

El parque se inserta en la Zona Sur Portuguesa, una de las unidades de Macizo Hespérico (Macizo Antiguo). Se trata de una zona constituida principalmente por rocas metamórficas, como esquistos, grauvacas,  conglomerados etc. que está atravesada en este territorio por una faja pirítica que se extiende desde Sevilla hasta Grándola, constituida por rocas volcánicas que componen una estructura mineralizada que tuvo elevada importancia económica para Portugal durante la segunda mitad del siglo XIX y primera mitad del siglo XX. 
En términos geomorfológicos esta unidad adopta la forma de una extensa penillanura rota solamente por el encajamaiento de los Valles del Río Guadiana y sus afluentes y por las elevaciones cuarcíticas de la Sierra de Alcaria Ruiva, Barão y Alvares.

## Flora
Las características peculiares de los cursos de água de esta cuenca hidrográfica permiten la formación de unidades florísticas únicas, muchas de ellas incluidas en directivas comunitarias de protección de la naturaleza. Una de las rarezas del parque es el trébol de cuatro hojas peludo.
Especies vegetales de la Directiva Hábitats existentes en el parque natural
Festuca duriotagana , Marsilea batardae, Narcissus fernandesii, Narcissus bulbocodium, Ruscus aculeatus , Salix salviifolia subsp. australis, Spiranthes  aestivalis, Marsilea batardae, Nerium oleander, Securinega tinctoria, Lavandula stoechas, Salvia rosmarinus, Thymus mastichina, Myrtus communis, Phlomis purpurea, Mentha suaveolens, Mentha pulegium.

## Fauna
El parque es refugio de gran cantidad de aves migratorias, albergando incluso a varias especies que se encuentran en peligro de extinción o que son escasas, tales como la cigüeña negra. Las aves rapaces también tienen amplia presencia, tales como el cernícalo primilla, el águila perdicera y el búho real. 
Es muy destacable la presencia del felino más amenazado de la Península Ibérica: el lince ibérico, con una población de aproximadamente 300 individuos en 2025. Es el único área de Portugal donde habita actualmente y donde se ha ido reproduciendo en los últimos años gracias a varios programas de reintroducción exitosos.